# ニューハンプシャー植民地

ニューハンプシャー植民地
Province of New Hampshire (英語)

ニューハンプシャー植民地の位置

ニューハンプシャー植民地（ニューハンプシャーしょくみんち、英: Province of New Hampshire）は、1691年10月7日から1788年まで、北アメリカ、現在のアメリカ合衆国ニューハンプシャー州の領域に存在したイギリス王室領植民地である。その勅許は1692年5月14日にイングランド王国とスコットランド王国の共同君主となったウィリアムとメアリーによって、マサチューセッツ湾直轄植民地と同じ時に法制化された。どちらの植民地もマサチューセッツ湾植民地の一部だった。
ニューハンプシャー植民地はニューファンドランド知事ジョン・メイソンによって、イングランド南部ハンプシャー州に因んで名付けられた。
この植民地は1741年まで専従の総督がいなかったが、その後ベニング・ウェントワースが指名された。その後のニューハンプシャー払下げで与えられた土地の多くは後にバーモント州となった。

## 歴史

### インディアンの時代
もともとはロングハウス（かまぼこ型住居）の大集落に住む、インディアン部族のアベナキ族の領土だった。彼等は季節によって集落近くに留まって漁労、植物の採集、砂糖漬作りおよび交易に関わるか、近くの種族と戦いあるいは近くの野鳥狩りや狩猟場に向かった。後にはタバコも栽培し、いわゆる「三姉妹」トウモロコシ、豆類およびスカッシュ（カボチャ）を栽培した。

### イギリス人の入植
1691年より以前、「ニューハンプシャー植民地」は1623年から1680年の日付がある幾つかのイギリス土地特許の産物だった。その植民地の歴史の大半、ボストンに本拠を置くマサチューセッツ湾植民地に支配された。
1631年、トマス・ウィギン船長がニューハンプシャーのアッパー・プランテーション植民地の初代知事として務めた。これは現在のドーバー、ダーラムおよびストラットハムで構成されていた。
他の入植地、リトルハーバー、ドーバー、ポーツマスおよびエクセターが従った。入植者を送って漁業の植民地を造りたいと思ったジョン・メイソンが、デイビッド・トムソン、エドワード・ヒルトンおよびトマス・ヒルトンを派遣した。彼等はドーバー市やリトルハーバー市を設立した。エクセターの入植地は1638年にアン・ハッチンソンの弟子ジョン・ホイールライトによって設立された。これらの町は1639年に統合され、1641年にマサチューセッツ湾植民地に合流することに合意した。
1680年1月1日、ニューハンプシャーはマサチューセッツから分離し、別の政府を持つ植民地になった。1688年にニューイングランド王領に統合されるが、王領の崩壊に伴い1691年に最終的に分離され、この時点でニューハンプシャー植民地となった。